# Departamento de Geologia da Faculdade de Ciências da Universidade de Lisboa

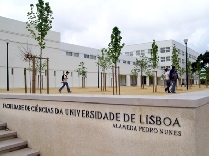
Vista do Edifício C6 da Faculdade de Ciências da Universidade de Lisboa, onde está albergado o Departamento de Geologia da FCUL

O Departamento de Geologia da Faculdade de Ciências de Lisboa (GeoFCUL) é uma unidade orgânica da Faculdade de Ciências da Universidade de Lisboa que goza de autonomia administrativa, científica e pedagógica, tendo como objectivo fundamental a promoção e o desenvolvimento de actividades de investigação e de formação qualificada em domínios fundamentais e aplicados do conhecimento das Geociências. 

## História do GeoFCUL
O Departamento de Geologia da Faculdade de Ciências da Universidade de Lisboa foi criado pela Portaria nº 168/81 de 4 de Fevereiro de 1981 em conformidade com os Estatutos da Faculdade de Ciências da Universidade de Lisboa. 
O GeoFCUL é herdeiro de uma longa tradição científica, pedagógica e humana, construída desde a criação da 7ª Cadeira da Escola Politécnica: Mineralogia, Geologia e Princípios de Metalurgia, em 11 de Janeiro de 1837. 

## Competências científicas do GeoFCUL
As competências científicas e pedagógicas existentes no GeoFCUL, asseguradas por mais de 52 docentes e investigadores em Geociências, repartem-se por diversas áreas geológicas de especialidade, nomeadamente: Mineralogia, Modelação Matemática em Geologia, Pedologia, Geodinâmica,  Geoquímica, Petrologias, Cristalografia, Geologia de Campo, Sedimentologia, Geomatemática, Estratigrafia, Paleontologia, Geologia Estrutural, Cartografia Geológica, Geologia do Ambiente, Geologia de Engenharia; Geologia do Petróleo, Geotecnia, Computação, Prospecção Mineral, Petroquímica, Riscos Geológicos, Geodinâmica, Geologia Costeira, Sistemas de Informação Geográfica, Geologia Marinha, Hidrogeologia; Reologia, Geologia dos Recursos Minerais e Energéticos, Riscos Naturais e Ordenamento do Território.

## Cursos ministrados
O projecto educativo do GeoFCUL permite a harmonização com os currículos oferecidos no Espaço Europeu de Ensino Superior em conformidade com o Processo de Bolonha e tem em linha de conta a organização do Sistema Educativo Nacional português, o quadro de competências existente na FCUL nos diversos domínios da Geologia e, finalmente, as especificidades do mercado de trabalho em Geologia, nacional e internacional.
O projecto educativo do Departamento de Geologia da FCUL prevê diferentes percursos formativos, admitindo os níveis de flexibilidade requeridos pela mobilidade e empregabilidade:  Licenciatura em Geologia (1º Ciclo), com os ramos Geologia e Recursos Naturais e Geologia Aplicada e do Ambiente; Mestrado (2º Ciclo) e Doutoramento (3º Ciclo).
Para além dos acima mencionados, o GeoFCUL proporciona, ainda, outros  cursos de pós-graduação e acções de formação para docentes dos Ensinos Básico e Secundário português.

## O ambiente de estudo e de trabalho no GeoFCUL

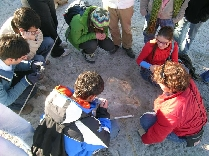
Saída de Campo da Paleontologia do GeoFCUL à Pedreira do Galinha

O GeoFCUL está instalado no moderno Edifício C6 da Faculdade de Ciências da Universidade de Lisboa, na Cidade Universitária, no Campo Grande, inaugurado em 2004, e está dotado de vários  laboratórios (Sedimentologia, Estratigrafia, Hidrogeologia, Paleontologia, etc.) e de equipamento de ponta (Microssonda Electrónica, etc.) para apoio ao ensino graduado e pós-graduado e à investigação fundamental em Geociências.
O Departamento de Geologia recebe, por ano, cerca de 90 novos alunos e alunas nacionais e de vários países de língua oficial portuguesa, o que o torna o maior centro de ensino da Geologia e das Ciências da Terra de Portugal. Entre os seus pós-graduados contam-se, para além dos alunos nacionais, vários alunos e alunas oriundos de diferentes países da União Europeia e de países de língua oficial portuguesa.
O ambiente de estudo é franco e produtivo, sendo a relação entre discentes e entre estes e os docentes e funcionários do GeoFCUL pautada pela sã camaradagem e pela entreajuda. As aulas de campo e as saídas e excursões de campo são elemento fundamental (e frequente) do ensino da Geologia no GeoFCUL. Nessas saídas de campo, para além do estudo da Geologia, é estimulado o gosto pela protecção, valorização e fruição da Geodiversidade e da Natureza.